# Hobby Rocks
Hobby Rocks är en kulle i Antarktis. Den ligger i Östantarktis. Australien gör anspråk på området. Toppen på Hobby Rocks är 10 meter över havet.
Terrängen runt Hobby Rocks är platt. Havet är nära Hobby Rocks åt nordväst. Trakten är glest befolkad. Närmaste befolkade plats är Davis Station, 2,7 kilometer öster om Hobby Rocks. 